# Volksbank Brilon-Büren-Salzkotten
Die Volksbank Brilon-Büren-Salzkotten eG war eine Genossenschaftsbank im Raum Brilon (Hochsauerlandkreis), Büren und Salzkotten (beide Kreis Paderborn). Im Jahr 2022 fusionierte diese Volksbank mit der VerbundVolksbank OWL. Als neue Zweigniederlassungen sind damit die Volksbank Brilon sowie die Volksbank Büren-Salzkotten zur VerbundVolksbank OWL hinzugekommen.

## Gesellschaftliches Engagement
Neben der Unterstützung der Bürgerstiftungen in Brilon, Büren und Salzkotten fördert die Volksbank Vereine und ehrenamtliche Projekte in der Region mit der Crowdfunding-Plattform „viele schaffen mehr“.

## Geschichte
Die im Jahr 1883 als Spar- und Darlehnskassenverein Salzkotten gegründete Volksbank Brilon-Büren-Salzkotten eG entstand nach zahlreichen Fusionen mit ursprünglich selbständigen Banken.
Weitere, bereits länger zurückliegende Fusionen zeigt der nachfolgende Stammbaum.
- Volksbank Brilon eG (1899 bis 2012)

- Volksbank Büren und Salzkotten eG (1883 bis 2012)
  - Volksbank Büren eG (1926 bis 2001)
  - Volksbank Salzkotten eG (1883 bis 2001)
  - Volksbank Haaren eG (1884 bis 2002)

- Volksbank Thülen eG (1893 bis 2017)

## Publikationen zur Bankgeschichte
- Daniel Sobanski: Innerbetriebliche Rationalisierung aller beteiligten Kassen. Der Konzentrationsprozess im Kreditgenossenschaftswesen im Raum Büren und Salzkotten in: Bankhistorisches Archiv 39 2/2013, S. 108–125.
- Barbara Meyer: Solide und vorsichtig: Frauen als Rendantinnen der früheren Spar- und Darlehnskassenvereine in: Die Warte 2010, Heft 145, S. 23–26.
- Barbara Meyer: Wie wir wurden, was wir sind. Geschichte der Volksbank Büren und Salzkotten eG. Jubiläumsbuch zum 125-jährigen Bestehen, hrsg. v. Volksbank Büren und Salzkotten eG, Selbstverlag, Salzkotten 2009, 308 Seiten.